# Centella eriantha
Centella eriantha là một loài thực vật có hoa trong họ Hoa tán. Loài này được (A.Rich.) Drude mô tả khoa học đầu tiên năm 1897.